# Rimbez-et-Baudiets
Rimbez-et-Baudiets – miejscowość i gmina we Francji, w regionie Nowa Akwitania, w departamencie Landy.
Według danych na rok 1990 gminę zamieszkiwało 79 osób, a gęstość zaludnienia wynosiła 2 osób/km² (wśród 2290 gmin Akwitanii Rimbez-et-Baudiets plasuje się na 1096. miejscu pod względem liczby ludności, natomiast pod względem powierzchni na miejscu 178.).